# Combinata nordica ai VI Giochi olimpici invernali
Nella combinata nordica ai VI Giochi olimpici invernali fu disputata una sola gara, il 17 e il 18 febbraio, che assegnò solo le medaglie olimpiche (a differenza di salto e fondo, i cui titoli furono validi anche come Campionati mondiali di sci nordico).

## Risultati
Presero il via 25 atleti di 11 diverse nazionalità. La prima prova disputata, il 17 febbraio, fu quella di salto: si trattò di una novità assoluta, sia a livello olimpico sia a livello iridato, poiché fino ad allora si era sempre svolta per prima la gara di fondo. Davanti a 30.000 spettatori sul trampolino di Holmenkollen, rinnovato per l'occasione, s'impose il norvegese Simon Slåttvik davanti al connazionale Sverre Stenersen; quinto si classificò il finlandese Heikki Hasu, campione olimpico uscente. Il giorno seguente si corse la 18 km di sci di fondo e si trattò della medesima gara valida di per sé per l'assegnazione dei titoli olimpici e iridati nella disciplina. Hasu disputò una buona gara, tanto da sfiorare il bronzo nella stessa specialità del fondo, e vinse con ampio margine tra i combinatisti; risalì così fino alla seconda posizione, scalzando Stenersen.

### Prova di Salto
I concorrenti avevano diritto a tre salti, valevano per la classifica finale la somma dei migliori due.
| Pos. | Atleta                 | Nazione        | 1º salto | 1º salto  | 2º salto | 2º salto  | 3º salto | 3º salto  | PC    |
| Pos. | Atleta                 | Nazione        | Distanza | Punteggio | Distanza | Punteggio | Distanza | Punteggio | PC    |
| ---- | ---------------------- | -------------- | -------- | --------- | -------- | --------- | -------- | --------- | ----- |
| 1    | Simon Slåttvik         | Norvegia       | 67,5     | 80,5      | 67,0     | 112,0     | 66,5     | 111,5     | 223,5 |
| 2    | Sverre Stenersen       | Norvegia       | 67,0     | 110,5     | 68,0     | 111,0     | 69,5     | 112,0     | 223,0 |
| 3    | Per Gjelten            | Norvegia       | 65,0     | 105,5     | 64,5     | 102,5     | 66,0     | 106,5     | 212,0 |
| 4    | Hans Eder              | Austria        | 61,5     | 95,5      | 62,0     | 103,5     | 64,5     | 105,5     | 209,0 |
| 5    | Heikki Hasu            | Finlandia      | 63,0     | 103,5     | 63,0     | 104,0     | 61,0     | 71,0      | 207,5 |
| 6    | Ottar Gjermundshaug    | Norvegia       | 61,0     | 100,0     | 64,5     | 106,0     | 68,0     | 77,5      | 206,0 |
| 6    | Edvard Olavi Nieminen  | Finlandia      | 59,0     | 100,0     | 62,5     | 101,0     | 64,5     | 105,0     | 206,0 |
| 6    | Paavo Korhonen         | Finlandia      | 61,0     | 70,0      | 61,0     | 101,5     | 63,5     | 104,5     | 206,0 |
| 9    | Alfons Supersaxo       | Svizzera       | 61,0     | 99,0      | 60,5     | 99,5      | 62,5     | 102,0     | 201,5 |
| 10   | Ryoichi Fujisawa       | Giappone       | 61,5     | 99,0      | 59,5     | 96,0      | 63,0     | 102,0     | 201,0 |
| 11   | Erik Elmsäter          | Svezia         | 61,0     | 99,5      | 59,5     | 66,0      | 62,0     | 99,5      | 199,0 |
| 12   | Aulis Sipponen         | Finlandia      | 59,0     | 98,0      | 60,0     | 99,0      | 61,5     | 99,5      | 198,5 |
| 13   | Theodore Farwell       | Stati Uniti    | 60,0     | 99,0      | 59,5     | 93,5      | 60,0     | 97,0      | 196,0 |
| 14   | Heinz Hauser           | Germania       | 60,0     | 95,0      | 59,0     | 93,5      | 62,0     | 98,5      | 193,5 |
| 15   | Lars-Erik Efverström   | Svezia         | 59,5     | 95,5      | 59,0     | 94,0      | 60,5     | 97,5      | 193,0 |
| 16   | Cornel Nicolae Crăciun | Romania        | 57,5     | 92,0      | 56,5     | 94,5      | 59,5     | 96,0      | 190,5 |
| 17   | Alfred Prucker         | Italia         | 58,5     | 93,5      | 59,5     | 95,5      | 60,5     | 90,5      | 189,0 |
| 18   | Paul Wegeman           | Stati Uniti    | 58,5     | 93,0      | 58,5     | 94,0      | 59,5     | 60,5      | 187,0 |
| 19   | Josef Schiffner        | Austria        | 56,5     | 86,5      | 59,5     | 92,5      | 60,5     | 94,0      | 186,5 |
| 20   | Leopold Kohl           | Austria        | 58,0     | 92,0      | 57,0     | 88,5      | 58,0     | 90,5      | 182,5 |
| 21   | Thomas Jacobs          | Stati Uniti    | 57,0     | 90,5      | 56,5     | 55,5      | 56,0     | 89,0      | 179,5 |
| 22   | Helmut Böck            | Germania       | 57,5     | 58,0      | 54,5     | 86,0      | 58,5     | 93,0      | 179,0 |
| 22   | Vlastimil Melich       | Cecoslovacchia | 58,0     | 61,0      | 56,0     | 88,0      | 58,0     | 91,0      | 179,0 |
| 24   | Peter Radacher         | Austria        | 57,0     | 89,5      | 56,5     | 57,0      | 58,0     | 60,5      | 150,0 |
| 25   | John Caldwell          | Stati Uniti    | 57,5     | 59,0      | 57,5     | 57,5      | 58,0     | 87,5      | 146,5 |

### Prova di fondo
| Pos. | Atleta                 | Nazione        | Tempo    | PC      |
| ---- | ---------------------- | -------------- | -------- | ------- |
| 1    | Heikki Hasu            | Finlandia      | 1:02'24" | 240,000 |
| 2    | Paavo Korhonen         | Finlandia      | 1:05'30" | 228,727 |
| 3    | Simon Slåttvik         | Norvegia       | 1:05'40" | 228,121 |
| 4    | Aulis Sipponen         | Finlandia      | 1:06'03" | 226,727 |
| 5    | Ottar Gjermundshaug    | Norvegia       | 1:06'13" | 226,121 |
| 6    | Per Gjelten            | Norvegia       | 1:07'40" | 220,848 |
| 7    | Edvard Olavi Nieminen  | Finlandia      | 1:08'24" | 218,181 |
| 8    | Alfons Supersaxo       | Svizzera       | 1:09'38" | 213,696 |
| 9    | Sverre Stenersen       | Norvegia       | 1:09'44" | 213,335 |
| 10   | Vlastimil Melich       | Cecoslovacchia | 1:10.09" | 211,818 |
| 11   | Hans Eder              | Austria        | 1:10.13" | 211,575 |
| 12   | Alfred Prucker         | Italia         | 1:10.56" | 208,970 |
| 13   | Theodore Farwell       | Stati Uniti    | 1:11'54" | 205,454 |
| 14   | Leopold Kohl           | Austria        | 1:13'10" | 200,848 |
| 15   | Heinz Hauser           | Germania       | 1:13'30" | 199,636 |
| 16   | Erik Elmsäter          | Svezia         | 1:13'46" | 198,667 |
| 17   | Lars-Erik Efverström   | Svezia         | 1:14'19" | 196,667 |
| 18   | Ryoichi Fujisawa       | Giappone       | 1:14'41" | 195,333 |
| 19   | Thomas Jacobs          | Stati Uniti    | 1:16'43" | 187,939 |
| 20   | Cornel Nicolae Crăciun | Romania        | 1:17'11" | 186,121 |
| 21   | Josef Schiffner        | Austria        | 1:17'31" | 185,030 |
| 22   | John Caldwell          | Stati Uniti    | 1:25'42" | 155,273 |
| -    | Helmut Böck            | Germania       | Rit.     | Rit.    |
| -    | Peter Radacher         | Austria        | Rit.     | Rit.    |
| -    | Paul Wegeman           | Stati Uniti    | NP       | NP      |

### Classifica Finale
| Pos.    | Atleta                 | Nazione        | Salto | Fondo   | Totale  |
| ------- | ---------------------- | -------------- | ----- | ------- | ------- |
| Oro     | Simon Slåttvik         | Norvegia       | 223,5 | 228,121 | 451,621 |
| Argento | Heikki Hasu            | Finlandia      | 207,5 | 240,000 | 447,500 |
| Bronzo  | Sverre Stenersen       | Norvegia       | 223,0 | 213,335 | 436,335 |
| 4       | Paavo Korhonen         | Finlandia      | 206,0 | 228,727 | 434,727 |
| 5       | Per Gjelten            | Norvegia       | 212,0 | 220,848 | 432,848 |
| 6       | Ottar Gjermundshaug    | Norvegia       | 206,0 | 226,121 | 432,121 |
| 7       | Aulis Sipponen         | Finlandia      | 198,5 | 226,727 | 425,227 |
| 8       | Edvard Olavi Nieminen  | Finlandia      | 206,0 | 218,181 | 424,181 |
| 9       | Hans Eder              | Austria        | 209,0 | 211,575 | 420,575 |
| 10      | Alfons Supersaxo       | Svizzera       | 201,5 | 213,696 | 415,196 |
| 11      | Theodore Farwell       | Stati Uniti    | 196,0 | 205,454 | 401,454 |
| 12      | Alfred Prucker         | Italia         | 189,0 | 208,970 | 397,970 |
| 13      | Erik Elmsäter          | Svezia         | 199,0 | 198,667 | 397,667 |
| 14      | Ryoichi Fujisawa       | Giappone       | 201,0 | 195,333 | 396,333 |
| 15      | Heinz Hauser           | Germania       | 193,5 | 199,636 | 393,136 |
| 16      | Vlastimil Melich       | Cecoslovacchia | 179,0 | 211,818 | 390,818 |
| 17      | Lars-Erik Efverström   | Svezia         | 193,0 | 196,667 | 389,667 |
| 18      | Leopold Kohl           | Austria        | 182,5 | 200,848 | 383,348 |
| 19      | Cornel Nicolae Crăciun | Romania        | 190,5 | 186,121 | 376,621 |
| 20      | Josef Schiffner        | Austria        | 186,5 | 185,030 | 371,530 |
| 21      | Thomas Jacobs          | Stati Uniti    | 179,5 | 187,939 | 367,439 |
| 22      | John Caldwell          | Stati Uniti    | 146,5 | 155,273 | 301,773 |

## Medagliere
| Posizione | Paese     |   |   |   | Totale |
| --------- | --------- | - | - | - | ------ |
| 1         | Norvegia  | 1 | 0 | 1 | 2      |
| 2         | Finlandia | 0 | 1 | 0 | 1      |
| Totale    | Totale    | 1 | 1 | 1 | 3      |